# La rana croccante

l'Ispettore Praline (John Cleese) analizza una confezione di "coppetta di vescica di montone" prodotta dalla Whizzo Chocolate Company.

La rana croccante è uno sketch del Monty Python's Flying Circus trasmesso nel sesto episodio della prima serie e compare nel film Monty Python Live at the Hollywood Bowl.

## Lo sketch
Lo sketch inizia con due poliziotti, l'Ispettore Praline (John Cleese) e il Sovrintendente Parrot (Graham Chapman) che interrogano il proprietario della "Whizzo Chocolate Company" (Terry Jones) riguardo ai suoi disgustosi prodotti.
Alcuni prodotti sono: "Grappoli di scarafaggi", "Ciliegie fondue", "Sorpresa di primavera" (dei cioccolatini con dentro dei bulloni che, quando li mordi, ti perforano le guance), "Gorgoglio d'antrace" e "Rane croccanti" (rane vere ricoperte di cioccolato).
Alla fine il proprietario viene arrestato e il sovrintendente, che prima era uscito di scena per andare a vomitare, dice al pubblico di fare attenzione quando acquistano del cioccolato.

## Altre versioni
Nel film Monty Python Live at the Hollywood Bowl, ad interpretare l'ispettore Praline c'è Graham Chapman e a interpretare Parrot c'è Terry Gilliam; quest'ultimo, invece di uscire di scena per andare a vomitare come nella versione originale, se ne sta fermo nello stesso punto e ogni tanto vomita nel suo elmetto.